# Tim Paterok
Tim Paterok (* 5. August 1992 in Paderborn) ist ein deutscher Fußballspieler.

## Werdegang
Paterok begann seine Karriere beim SC Grün-Weiß Paderborn, wo er zunächst als Stürmer spielte. Erst nach seinem Wechsel zum SC Paderborn 07 als C-Jugendlicher wurde Paterok zum Torwart umgeschult. Beim SC Paderborn 07 wurde Paterok unter anderem vom ehemaligen ungarischen Nationaltorhüter Zsolt Petry trainiert, der Paterok im Jahre 2010 zur TSG 1899 Hoffenheim lotste. In Hoffenheim war Paterok zumeist zweiter Torwart der zweiten Mannschaft, die in der Regionalliga Südwest spielte.
Im Sommer 2012 wechselte Paterok zum Ligarivalen Wormatia Worms, wo er zum Stammtorwart aufstieg. Größter Erfolg war der fünfte Platz in der Saison 2014/15. Im Oktober 2016 kehrte Paterok nach Ostwestfalen zurück und schloss sich dem West-Regionalligisten SV Rödinghausen an. Dort spielte er ein Jahr und wechselte dann im Sommer 2017 zum Drittligisten VfL Osnabrück. Für das Team von der Bremer Brücke feierte er am 10. März 2018 sein Profidebüt bei der 0:1-Niederlage bei den Würzburger Kickers.
Ab 2018 spielte er als Stammtorwart für den TSV Steinbach Haiger in der Regionalliga Süd-West. In der Saison 2020/21 verlor Paterok seinen Stammplatz an Raphael Koczor, woraufhin sein auslaufender Vertrag nicht verlängert wurde. Nach zweimonatiger Vereinslosigkeit nahm ihn im September 2021 der Ligakonkurrent VfR Aalen als Vertretung für den verletzten Stammtorhüter Daniel Bernhardt unter Vertrag. Nach 26 Einsätzen in Aalen wechselte er schon in der folgenden Spielzeit weiter zum Drittligisten 1. FC Saarbrücken, bei dem er Ersatztorhüter hinter Daniel Batz wurde. Nach dessen Abgang bestritt er zu Beginn der Saison 2023/24 die ersten elf Spiele von Beginn an, ehe er den Stammplatz wieder an den neu verpflichteten Tim Schreiber verlor. Im Saarlandpokal kam er weiterhin zum Einsatz und konnte den Wettbewerb mit der Mannschaft 2024 gewinnen.